# Tiy
Tiy, còn viết là Tiye, là một thứ phi của pharaon Ramesses III thuộc Vương triều thứ 20 trong thời kỳ Ai Cập cổ đại. Bà được biết đến qua Cuộn giấy cói Tư pháp Turin (được lưu giữ tại Torino, Ý), là người chủ mưu ám sát Ramesses III nhằm đưa con trai bà là Pentawer lên ngôi.
Để thực hiện mưu đồ của mình, thứ phi Tiy đã lôi kéo một nhóm quan lại trong triều cũng như những người hầu cận để giúp truyền tin ra ngoài hậu cung. Lợi dụng tình hình rối ren của buổi đầu Lễ hội Thung lũng, nhóm phản loạn đã đột nhập vào hậu cung nơi Ramesses III đang ngự ở Medinet Habu để thực hiện kế hoạch giết vua.
Pebekkamen, một tổng quản hậu cung, tòng phạm chính với Tiy, mà bản án Turin ghi rõ:
Tên tội phạm đại hình Paibekkamen, giữ chức Tổng quản hậu cung, bị đưa ra xét xử vì đã cấu kết với Tiy và các phu nhân trong hậu cung. Hắn đã đồng lõa với bọn họ, đã truyền lời của họ tới mẹ và các anh em của bọn họ đang ở bên ngoài, rằng: “Hãy làm kinh động dân chúng! Gieo rắc hận thù để phản lại chủ nhân của các ngươi!”
Tổng cộng, có 28 phạm nhân bị hành quyết, bao gồm một nhóm 6 quan chức triều đình và 1 con trai của một viên quan, 14 nội quan hậu cung, 6 bà vợ của các lính gác hậu cung, 1 đội trưởng cung thủ người Nubia. Vương tử Pentawer và một số quan chức khác thì cho tự sát, số còn lại thì bị xẻo tai và mũi. Không rõ vì sao kế hoạch bị bại lộ, đặc biệt, không có một hình phạt nào dành cho thứ phi Tiy được nhắc đến.
Người ta từng nghĩ rằng Ramesses III đã sống sót sau cuộc tấn công rồi mới tiến hành điều tra. Điều này là do Cuộn giấy cói Tư pháp Turin được mở đầu bằng dòng chữ sau: Đức vua Usermare-Meriamun, Con trai của Ra: Ramesses, là tên ngai của Ramesses III. Tuy nhiên, khám nghiệm xác ướp cho thấy có một vết cắt sâu ở cổ họng của Ramesses III, cắt đứt cả khí quản và thực quản, khiến ông chết gần như ngay lập tức. Người ta còn phát hiện ra rằng ngón chân cái của ông đã bị chặt đứt và vẫn chưa kịp lành, cho thấy ông đã bị nhiều kẻ tấn công bằng các loại vũ khí khác nhau tấn công.